# نامه‌های پائولین

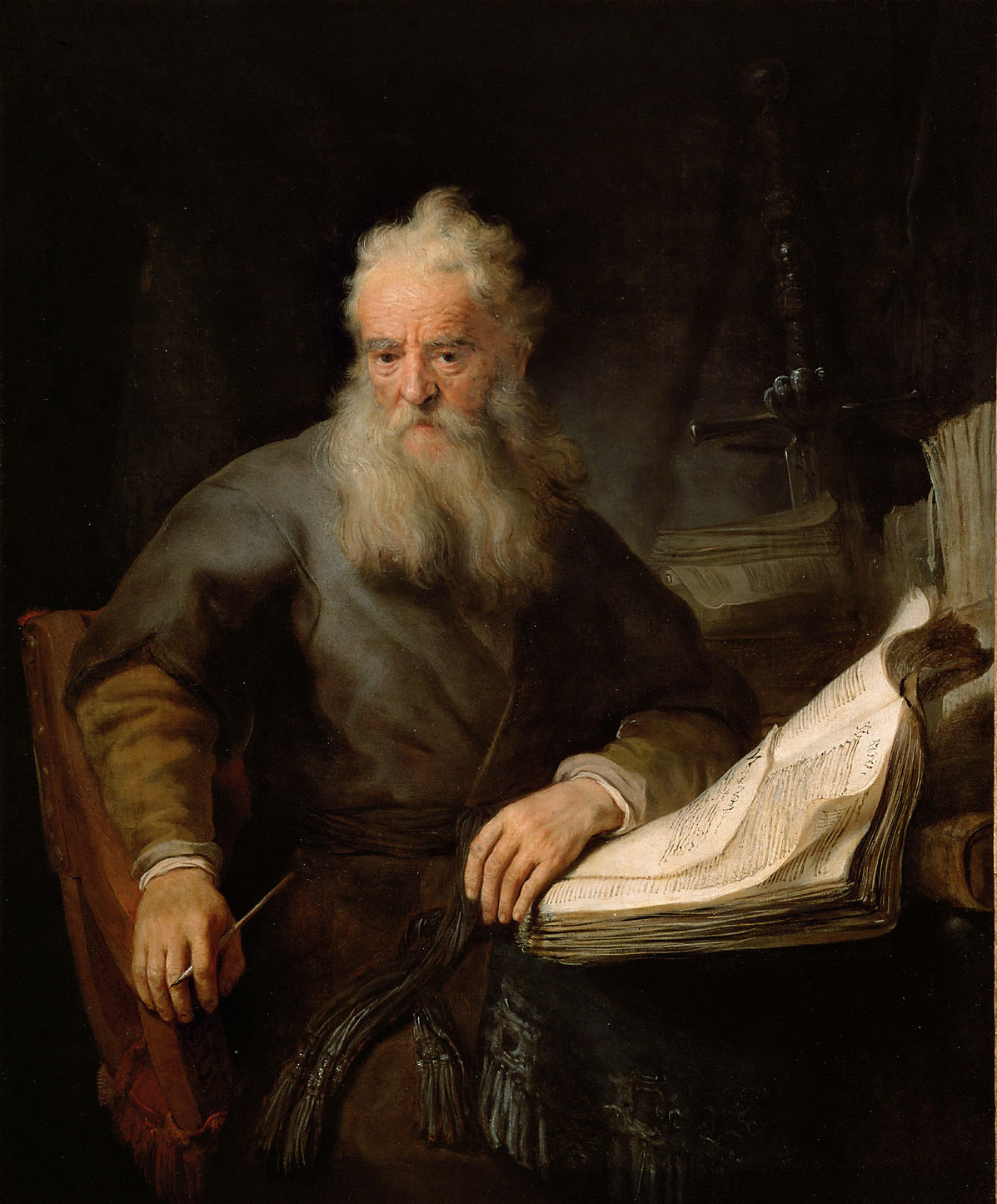
یک نقاشی از پولس رسول توسط رامبرانت در ۱۶۳۳

نامه‌های پائولین (نامه‌های پولس یا رساله‌های پولس) سیزده کتاب عهد جدید است که به پولس رسول نسبت داده شده با این همه تألیف برخی از این نوشته‌ها توسط وی مورد اختلاف است. در میان این نامه‌ها برخی از قدیمی‌ترین اسناد مسیحی موجود است. آنها بینشی از باورها و مناقشات مسیحیت اولیه ارائه می‌دهند. به عنوان بخشی از حکم کتاب مقدس عهد جدید، این کتب متون اساسی برای الهیات و اخلاق مسیحی هستند.
در این بین نامه به عبرانیان، گرچه نام پولس رسول را ندارد، اما از قدیم و به‌طور سنتی منتسب پائولین تلقی می‌شد (اگرچه اوریجن، ترتولیان و هیپولیتوس رم تألیف آن را زیر سئوال بردند) اما از قرن ۱۶ به بعد نظرات به‌طور پیوسته علیه تألیف این نامه از سوی پائولین حرکت کرد به این دلیل که محتوا و سبک نوشتاری این نامه را مانند دیگر نامه‌های وی برنمی‌شمارند و اکنون تعداد کمی از محققان معتقدند نامه به عبرانیان توسط پولس نگاشته شده‌است.
عمده محققان معتقدند که پولس در واقع هفت نامه (نامه به غلاطیان، نامه اول به قرنتیان، نامه دوم به قرنتیان، نامه به رومیان، نامه به فیلمون، نامه به فیلیپیان، نامه اول به تسالونیکیان) نوشته‌است، اما سه نامه از وی در شمار دروغ‌نامیده‌ها (نامه اول به تیموتاوس، نامه دوم به تیموتاوس، و نامه به تیتوس) است و اینکه سه نامه دیگر شامل (نامه دوم به تسالونیکیان، نامه به افسسیان و نامه به کولسیان) دارای تألیف مشکوک هستند به گفته برخی از محققان، پولس این نامه‌ها را با کمک منشی‌ها می‌نوشت که ممکن است برخی ویراستاری‌ها از سوی آنان بر محتوای کلامی تأثیر گذاشته باشد. نامه‌های پائولین معمولاً بین اعمال رسولان و نامه‌های کاتولیک در نسخه‌های مدرن قرار می‌گیرد. با این حال، اکثر نسخه‌های خطی یونانی، این نامه‌ها در ابتدا قرار دارند.

## نگارش و ترتیب
نامه‌های پائولین به ترتیب ظاهر شده در عهد جدید عبارتند از:
| نام                     | نشانی           | یونانی                | لاتین                           |
| ----------------------- | --------------- | --------------------- | ------------------------------- |
| نامه به رومیان          | کلیسای رم       | Πρὸς Ῥωμαίους         | Epistola ad Romanos             |
| نامه اول به قرنتیان     | کلیسای کورینتوس | Πρὸς Κορινθίους Αʹ    | Epistola I ad Corinthios        |
| نامه دوم به قرنتیان     | کلیسای کورینتوس | Πρὸς Κορινθίους Βʹ    | Epistola II ad Corinthios       |
| نامه به غلاطیان         | کلیسای گالاتیا  | Πρὸς Γαλάτας          | Epistola ad Galatas             |
| نامه به افسسیان         | کلیسای افسوس    | Πρὸς Ἐφεσίους         | Epistola ad Ephesios            |
| نامه به فیلیپیان        | کلیسای فیلیپی   | Πρὸς Φιλιππησίους     | Epistola ad Philippenses        |
| نامه به کولسیان         | کلیسای کولوسی   | Πρὸς Κολοσσαεῖς       | Epistola ad Colossenses         |
| نامه اول به تسالونیکیان | کلیسای سالونیک  | Πρὸς Θεσσαλονικεῖς Αʹ | Epistola I ad Thessalonicenses  |
| نامه دوم به تسالونیکیان | کلیسای سالونیک  | Πρὸς Θεσσαλονικεῖς Βʹ | Epistola II ad Thessalonicenses |
| نامه اول به تیموتاوس    | سنت تیمونی      | Πρὸς Τιμόθεον Αʹ      | Epistola I ad Timotheum         |
| نامه دوم به تیموتاوس    | سنت تیمونی      | Πρὸς Τιμόθεον Βʹ      | Epistola II ad Timotheum        |
| نامه به تیتوس           | سنت تایتس       | Πρὸς Τίτον            | Epistola ad Titum               |
| نامه به فیلمون          | سنت فیلمون      | Πρὸς Φιλήμονα         | Epistola ad Philemonem          |
| نامه به عبرانیان*       | مسیحیان یهودی   | Πρὸς Έβραίους         | Epistola ad Hebraeus            |

*این ترتیب به‌طور قابل ملاحظه‌ای با نسخ خطی سنتی مطابقت دارد. اصل واضح بر سازماندهی نزولی طول متن یونانی است به علاوه نگه داشتن چهار نامه‌های شبانی در بخش پایانی. تنها تفاوت این است که غلاطیان مقدم بر افسسیان هستند.